# Aéroport de Narian-Mar
L'aéroport de Narian-Mar (en russe : Аэропорт Нарьян-Мар) (code IATA : NNM • code OACI : ULAM) est un aéroport situé à 3 km à l'est de Narian-Mar, dans le district autonome de Nénétsie, au nord de la Russie. Aéroport civil et militaire, il est le principal aéroport sur la côte de la mer de Barents entre Arkhangelsk et la Nouvelle-Zemble. Il servait de base arrière pour les opérations menées à partir de la base aérienne de Rogatchevo en Nouvelle-Zemble.

## Situation

### Carte des aéroports russes
| \| 50 km1:1 791 000 \| Koursk Abakan Anapa Pskov Arkhangelsk Astrakhan Barnaoul Belgorod Blagoveshchensk Bratsk Grozny Guelendjik Iakoutsk Iékaterinbourg Ijevsk Ioujno-Sakhalinsk Irkoutsk Kaliningrad Kazan Kemerovo Khabarovsk Khanty-Mansiïsk Krasnodar Krasnoïarsk Magadan Magnitogorsk Makhachkala Mineralnye Vody Mirny Moscou · SVO Moscou · DME Moscou-VKO Mourmansk Narian-Mar Nijnekamsk Nijnevartovsk Nijni Novgorod Noïabrsk Alykel Novokouznetsk Novossibirsk Novy Ourengoï Omsk Orenbourg Oufa Oulan-Oude Oulianovsk Perm Petropavlovsk-Kamtchatski Rostov · sur-le-Don Sabetta Saint-Pétersbourg Salekhard Samara Saratov Simferopol Sotchi Sourgout Stavropol Kyzyl Syktyvkar Tcheliabinsk Tchita Tioumen Tomsk Vladivostok Volgograd Voronej |
| 50 km1:1 791 000 |

## Compagnies aériennes et destinations
| Compagnies    | Destinations                                   |
| ------------- | ---------------------------------------------- |
| Komiaviatrans | Kirov-Pobedilovo, Syktyvkar (en)               |
| Nordavia      | Arkhangelsk-Talagi, Saint-Pétersbourg-Poulkovo |
| Saravia       | Moscou-Domodédovo, Saint-Pétersbourg-Poulkovo  |
| Utair         | Moscou-Vnoukovo                                |

Édité le 16/02/2018

## Statistiques
Pour des raisons techniques, il est temporairement impossible d'afficher le graphique qui aurait dû être présenté ici.

Voir la requête brute et les sources sur Wikidata.